# Kirsten Bruhn
Pour les articles homonymes, voir Bruhn.
Kirsten Bruhn, née le 3 novembre 1969 à Eutin, dans le Land allemand du Schleswig-Holstein, est une nageuse et l’une des athlètes handisport allemandes les plus médaillées.

## Biographie
Kirsten Bruhn pratique la natation depuis l’âge de 10 ans. Elle passe son Fachabitur (l’équivalent du baccalauréat professionnel en Allemagne) en 1990 avant de partir un an aux États-Unis, dans le New Jersey, en tant que jeune fille au pair. 
En 1991, elle souhaite commencer des études de graphisme et design, mais un accident de moto la laisse paraplégique incomplète, à l’exception des muscles vastes externes. Depuis cet accident, elle doit utiliser un fauteuil roulant pour se déplacer, mais trouve la motivation de reprendre la natation. En 1993, elle commence une formation de spécialiste en assurances sociales pour la caisse d’assurance-maladie du Schleswig-Holstein.
C’est en 2002 qu’elle s’inscrit à sa première compétition de natation handisport. Cette même année, elle finit première du 50 mètres dos, troisième du 100 mètres dos et quatrième du 50 et 100 mètres nage libre lors des championnats internationaux handisports à Berlin. Elle triomphe par la suite lors de nombreuses compétitions et compte parmi les nageuses handicapées les plus rapides du monde. Elle est alors entraînée par son père, Manfred Bruhn.
Elle décroche la médaille d’or sur le 100 mètres brasse, deux médailles d’argent ainsi qu’une médaille de bronze aux Jeux paralympiques de 2004 à Athènes. En 2005, elle établit de nouveaux records : neuf records mondiaux, 11 européens et 15 allemands. En 2004, 2005 et 2008, elle est désignée sportive avec un handicap de l’année. Elle est l’unique représentante allemande nommée pour les Laureus Sport Awards de Barcelone en 2006. C’est elle qui décroche le plus grand nombre de médailles aux Jeux paralympiques d’été de 2008 à Pékin, au sein de l’équipe de la Fédération allemande du sport pour handicapés (DBS) : l’or sur le 100 mètres brasse où elle établit un nouveau record lors des éliminatoires, l’argent et trois fois le bronze. Aux Jeux paralympiques de 2012 à Londres, elle remporte l’or sur le 100 mètres brasse pour la troisième fois d’affilée. Elle conclut ainsi sa carrière paralympique.

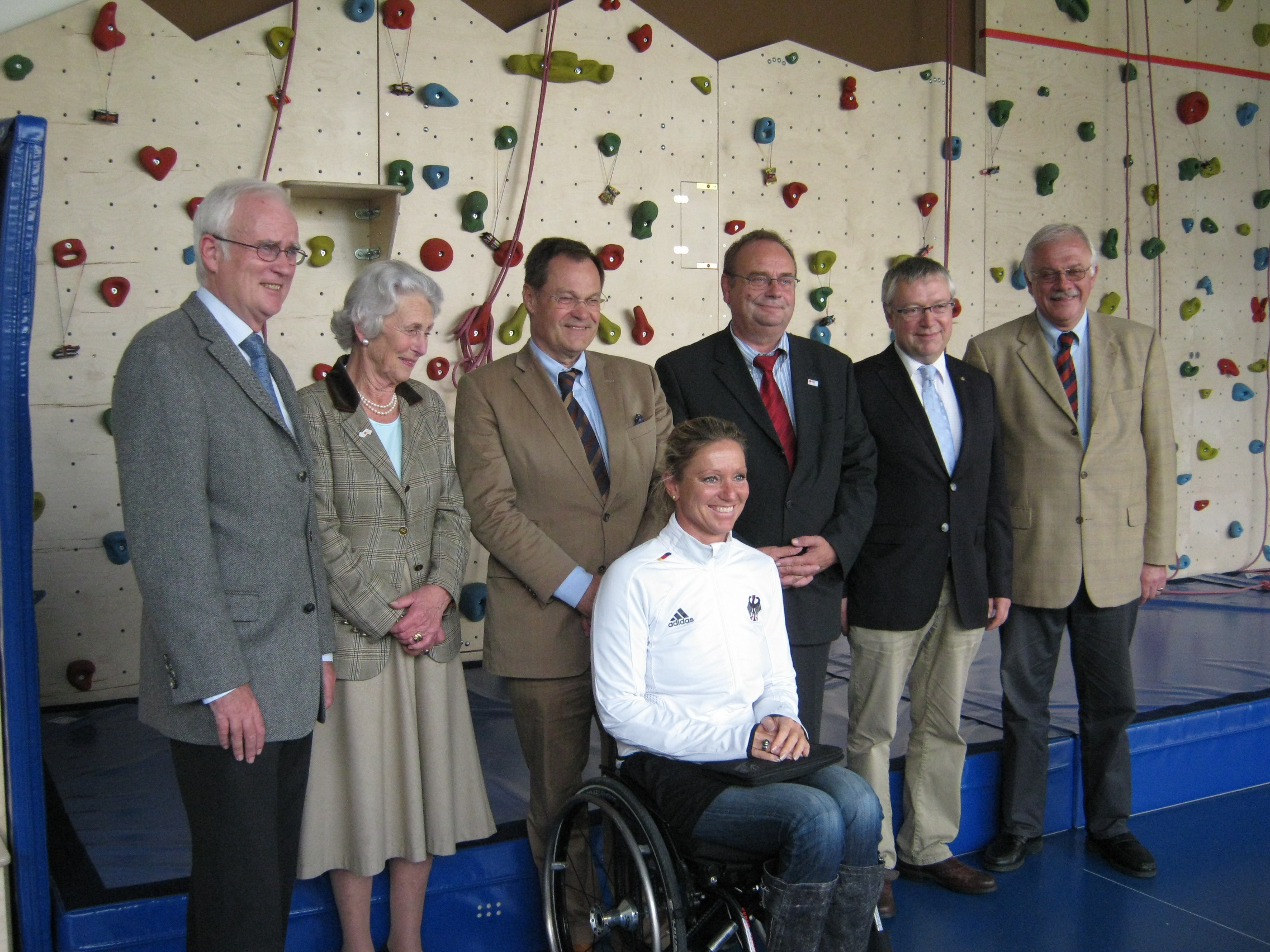
Kirsten Bruhn en 2011, lors de l'inauguration d'un mur d'escalade pour le centre éducatif et thérapeutique de la Croix-Rouge de Raisdorf.

Depuis 2008, Kirsten Bruhn est l’ambassadrice du Weißen Ring (une association de soutien pour les victimes de violences criminelles et de prévention des délits) et depuis 2001, ambassadrice de la Croix-Rouge du Schleswig-Holstein. Elle réside alors dans la ville de Wasbek, près de Neumünster.
Kristen Bruhn est l’une des trois sportifs apparaissant dans « Gold – You can do more than you think », un film documentaire présenté les 15 et 16 février lors de la Berlinale 2013 dans la catégorie Berlinale Special.
Elle est en couple avec Philip Semechin, entraîneur de l’équipe allemande de natation. Le couple vit à Berlin. Kirsten rejoindra la clinique de traumatologie de Berlin à la fin de l’année.
Pour ses performances extraordinaires lors des Jeux paralympiques d’été de Londres, elle a reçu le 22 novembre 2012 un Bambi dans la catégorie Sports.

## Palmarès (extrait)
- Médaille d’or, Jeux paralympiques de 2004, 2008 et 2012
- 65 fois championne d’Allemagne
- 54 records mondiaux et 64 records européens
- 7 fois championne du monde
- 8 fois championne d’Europe

## Distinctions
- 2005 : « Sportplakette » du Land de Schleswig-Holstein, la plus haute distinction pour les sportifs du Land
- 2012 : Bambi (Catégorie « sport »)